# Scipione Lancellotti
Scipione Lancellotti, italijanski rimskokatoliški duhovnik, škof in kardinal, * 1527, Rim, † 2. junij 1598.

## Življenjepis
12. decembra 1583 je bil povzdignjen v kardinala.
9. januarja 1584 je bil ustoličen za kardinal-duhovnika S. Simeone Profeta in 20. aprila 1587 za S. Salvatore in Lauro.